# Dottevik Inga
Dottevik Inga är en äppelsort vars ursprung är Sverige, närmare bestämt Arvika. Äpplets skal är av en grön och röd färg, och köttet på äpplet är mört, rätt så torrt, och äpplet har enligt de flesta en angenäm doft. Äpplet mognar i december och håller sig i bra skick, vid bra förvaring, till mars. Dottevik Inga passar bäst som ätäpple. I Sverige odlas Dottevik Inga gynnsammast i zon 1-5.